# Bactrocera javadica
Bactrocera javadica
 es una especie de díptero que Mahmood describió por primera vez en 1999. Bactrocera javadica pertenece al género Bactrocera de la familia Tephritidae. 